# 鈴木涼佑
鈴木 涼佑（すずき りょうすけ）は、日本の男性声優。フリー。

## 出演作品

### 吹き替え
- フリーキッシュ 絶望都市 シーズン1（ライル）
- トラベラーズ（ニック）
- 放課後ロックンロール シーズン2（オクタヴィアス）
- ブラザリー・ラブ 兄弟の絆（ショーン）
- リバー
- versailles（チャールズ）
- ザ・ガールズ（スティーブ）
- ジャングル（ウォフカ）
- ON AIR殺人ライブ（マーク）
- デッドファクトリー（リチャード）
- デッドランド（アンダーソン）
- CO2（グレッグ）
- ミラクルズ（支店長）
- 復讐少女（デミトリ）

### ゲーム
- ナイトシフト（アナウンサー）
- ワールド・クロス・サーガ -時と少女と鏡の扉-（ホルス、ベリアル、ガラハッド）

### その他
- ボイスドラマ Ib（ギャリー）
- ボイスドラマChime〜はじまりの鐘〜（橘龍之辰）
- 音声コミック いけるとこまで（小野兄輔）
- オーディオドラマ Alice mare（先生）
- ボイスドラマ虚白ノ夢（日野原彩人）
- ボイスドラマ怪異症候群（氷室等）